# Договор от Фонтенбло (1814 г.)
Договорът от Фонтенбло е съглашение, подписано във Фонтенбло, Франция, на 11 април 1814 между Наполеон Бонапарт и представители на Австрия, Русия и Прусия. Договорът е подписан в Париж на 11 април от пълномощници на страните и ратифициран от Наполеон на 13 април. С този договор приключва управлението на Наполеон като френски император и той заминава в изгнание на Елба.

## Предистория
Във войната на Шестата коалиция (1812 – 1814) обединените срещу Франция Австрия, Прусия, Русия, Швеция, Обединеното кралство и редица германски държави прогонват Наполеон от Германия през 1813 г. През 1814 г., докато Обединеното кралство, Испания и Португалия нахлуват във Франция през Пиренеите; Русия, Австрия и техните съюзници нахлуват във Франция през Рейн и след битка при Париж влизат в преговори с членове на френското правителство за абдикацията на Наполеон.
На 31 март коалицията отправя декларация към френската нация, в която потвърждава желанието си за отстраняването на Наполеон и неговото семейство от властта; че уважава целостта на Франция и че ще признае конституция на френската нация, като приканва сената (Sénat conservateur) да назначи временно правителство, за да приеме такава конституция
На 1 април руският император Александър I се обръща лично към френския Сенат и излага условията от декларацията от предишния ден. Като жест на добра воля той обявява, че 150 000 френски военни, пленени от руснаците след френското нахлуване в Русия две години по-рано, ще бъдат незабавно освободени. На следващия ден Сенатът се съгласява с условията на Коалицията и приема резолюция за сваляне на Наполеон. Съответното постановление от 5 април, което оправдава действията му, завършва така:
... сенатът обявява и постановява следното: 1. Наполеон Бонапарт е свален от трона и правото на наследяване в семейството му е премахнато. 2. Френският народ и армия са освободени от клетвата си за вярност към него. 3. Настоящият указ да се предаде на департаментите и армиите и незабавно да се разгласи във всички квартали на столицата. 
На 3 април 1814 г. Наполеон, който е в двореца Фонтенбло, научава, че френският Сенат го е детронирал. Тъй като коалиционните сили са оповестили публично, че войната им е с Наполеон, а не с френския народ, императорът предлага да абдикира в полза на сина си, с регент императрица Мария-Луиза, а той самият да напусне Франция. Това негово решение за абдикация под условие обаче е отхвърлено и той приема безусловната абдикация.
През следващите няколко дни, с края на управлението на Наполеон във Франция, пълномощниците съставят и подписват официалния договор в Париж на 11 април и Наполеон го ратифицира на 13 април.

## Клаузи
Споразумението съдържа общо 21 члена. Най-важните клаузи постановяват, че Наполеон е лишен от правомощията си на владетел на Френската империя. Въпреки това и на него, и на Мария-Луиза е разрешено да запазят титлите император и императрица. Освен това на всички наследници на Наполеон и членове на семейството е забранено да упражняват власт във Франция.
Договорът установява остров Елба като отделно княжество под управлението на Наполеон. Суверенитетът и знамето на Елба са гарантирани от чуждите сили в споразумението, но само на Франция е позволено да администрира острова.
В друга част на споразумението херцогство Парма, херцогство Пиаченца и херцогство Гуастала са отстъпени на императрица Мария-Луиза и всеки пряк мъжки потомък на императрица Мария-Луиза ще носи титлата принц на Парма, Пиаченца и Гуастала. В други части на договора годишният доход на императрица Жозефина е намален на 1 000 000 франка, а Наполеон е длъжен да предаде всичките си скъпоценности и имоти във Франция на френската корона. Позволено му е да вземе със себе си 400 души, които да му служат като лична охрана.
Подписалите са Коленкур, херцог на Виченца, маршал Макдоналд, херцог на Тарент, маршал Ней, херцог на Елхинген, принц Метерних, граф Неселроде и барон Харденберг.

## Британска опозиция
Британската позиция е, че френската нация е в състояние на бунт и че Наполеон е узурпатор. Виконт Касълрей (Castlereagh) заявява, че няма да подпише от името на краля на Обединеното кралство, защото така ще признае легитимността на Наполеон като император на французите. Заточаването му на остров, над който той има суверенитет, само на неголямо разстояние от Франция и Италия, в двете от които има силни якобински фракции, лесно може да доведе до по-нататъшен конфликт.

## Кражба на документа
През 2005 г. двама американци, бившият професор по история Джон Уилям Рууни (тогава на 74 години) и Маршал Лорънс Пиърс (тогава на 44 години), са обвинени от френски съд за кражба на копие от Договора от Фонтенбло от Френския национален архив между 1974 г. 1988 г. Кражбата излиза наяве през 1996 г., когато куратор на Френския национален архив открива, че Пиърс е пуснал документа за продажба в Сотбис. Руни и Пиърс се признават за виновни в Съединените щати и са глобени (1000 долара за Рууни и 10 000 долара за Пиърс). Те обаче не са екстрадирани във Франция, за да бъдат съдени. Копието на договора и редица други документи (включително писма от френския крал Луи XVIII), които са преглеждани във Френския национален архив от Руни и Пиърс, са върнати на Франция от Съединените щати през 2002 г.